# Maks Levin
Maks Jevhenovyč Levin (in ucraino Максим Євгенович Левін?; Bojarka, 7 luglio 1981 – Huta-Mežyhirs'ka, 13 marzo 2022) è stato un fotografo ucraino, documentarista e videografo dal 2006 per varie agenzie e organizzazioni, tra cui Reuters, l'Unicef e l'Organizzazione mondiale della sanità. Durante una missione per documentare l'invasione russa dell'Ucraina nell'oblast' di Kiev, Levin è stato arrestato, interrogato, forse torturato e, secondo l'ong Reporters sans frontières giustiziato dai soldati russi il 13 marzo 2022. Il suo amico, Oleksij Černyšov, che lo accompagnava, è stato probabilmente bruciato vivo.

## Biografia
Maks Levin nacque il 7 luglio 1981 a Bojarka, nell'oblast' di Kiev. Dall'età di quindici anni, voleva diventare un fotografo. Era membro di un club fotografico e scattava foto con una fotocamera "Kiev 19". Divenne ingegnere di sistemi informatici, perché così voleva suo padre, dopo essersi laureato al Politecnico di Kiev.
Lavorò come fotoreporter dal 2006 per la rivista Pension, il quotidiano Kievs'kie Vedomosti, le agenzie fotografiche Fotolenta e Unian; Gazeta 24 (2007-2008), sito web LB.ua (2010-2020); lavorò anche come freelance per Focus, Profil, Ukrainian Week, Reuters (dal 2013), Associated Press e BBC, operatore video e fotografo per Hromadske.TV(2021-2022). Sue fotografie apparvero su Elle, Korrespondent.net, Radio Bulgaria, Radio Free Europe/Radio Liberty, The Moscow Times, The Wall Street Journal, Time, Ukraine Crisis Media Center, Vatican News e World News Media. Realizzò anche numerosi progetti fotografici e video per organizzazioni umanitarie, quali Organizzazione Mondiale della Sanità, ONU, UNICEF, OSCE, UN Women.

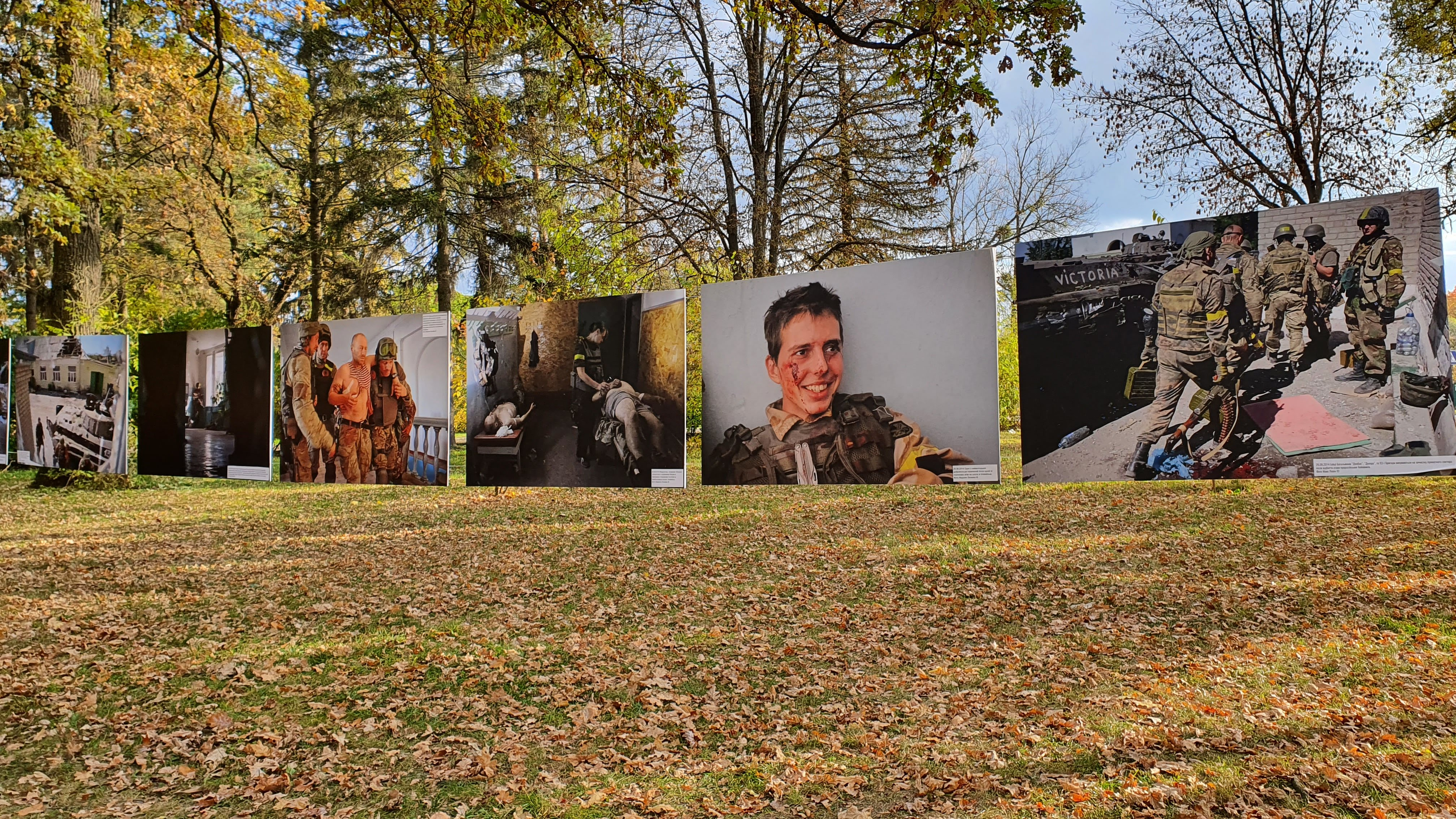
Fotografie di Levin mostrate a Bojarka come parte di un progetto "After Ilovaisk"

La maggior parte dei suoi progetti documentaristici erano legati alla guerra in Ucraina perché "ogni fotografo ucraino sogna di scattare una foto che fermi la guerra". Sopravvisse alla battaglia di Ilovajs'k dell'agosto 2014 durante la guerra del Donbass. Durante questa operazione rimase ferito, ma riuscì a fuggire con altri tre giornalisti. Nel 2015 l'allora presidente Petro Porošenko gli assegnò l'Ordine "Per Meriti" di terzo grado.
Fu autore del progetto documentario sui militari "Afterilovaisk" e del progetto sulla paternità responsabile "Dads' Club".
Durante l'invasione russa dell'Ucraina del 2022, una delle sue fotografie, che mostra edifici distrutti a Kiev, abbelliva la copertina di un numero di marzo 2022 della rivista tedesca Der Spiegel.

### Morte

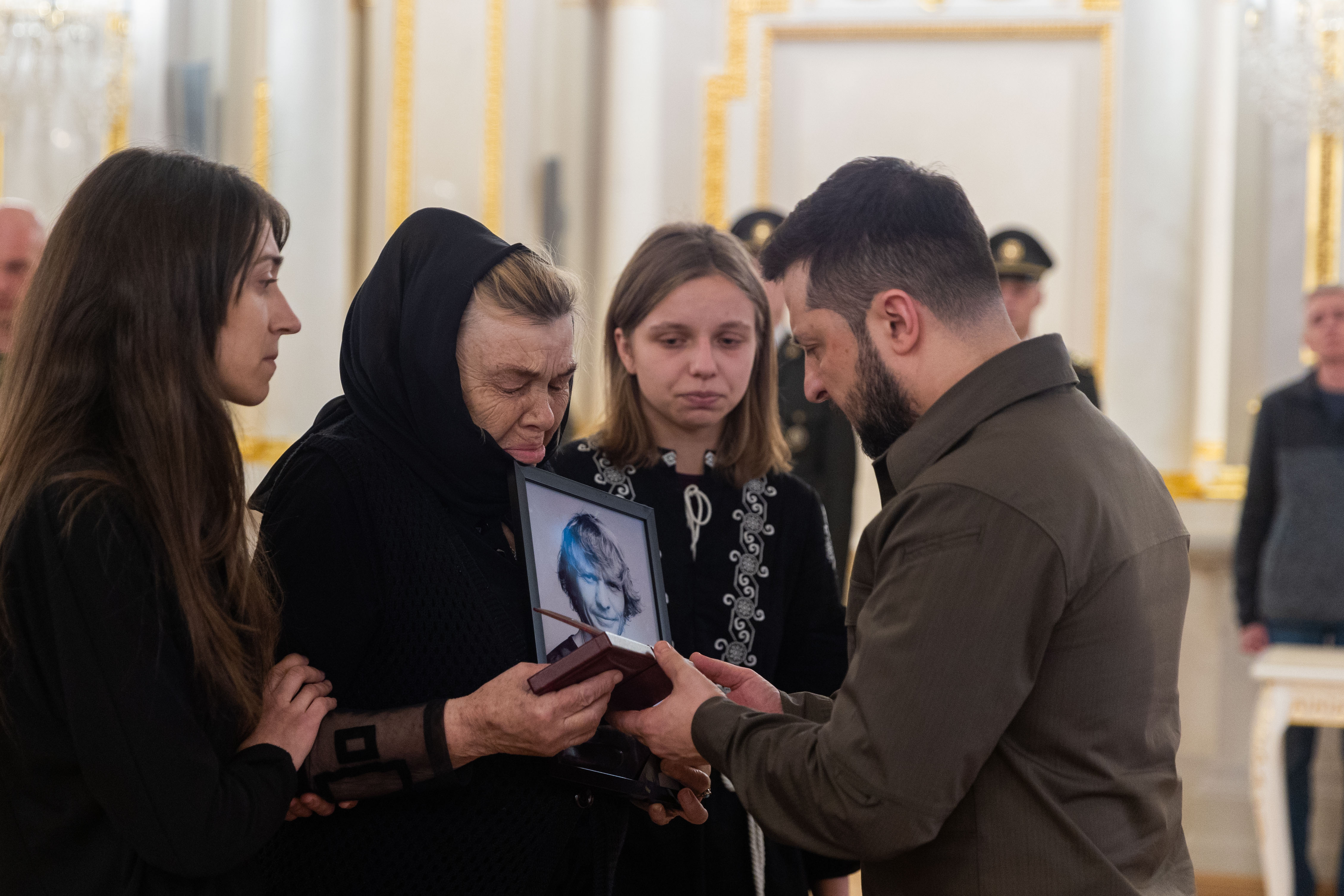
Il presidente ucraino Volodymyr Zelens'kyj consegna alla madre di Maks Levin l’Ordine del coraggio postumo il 5 aprile 2022

Maks Levin, dall'inizio dell'invasione russa dell'Ucraina nel 2022, ha lavorato per diversi giorni come riparatore per il fotografo di guerra Patrick Chauvel. Ha coperto la guerra per vari media occidentali quando è scomparso il 13 marzo 2022 mentre si recava in una zona di combattimento a Vyšhorod, vicino al villaggio di Huta-Mežyhirs'ka a poche decine di chilometri a nord di Kiev.
Dopo una lunga ricerca, la polizia ucraina ha trovato il suo corpo il 1º aprile 2022. Secondo l'ONG ucraina IMI (Institute of Mass Information), citando informazioni preliminari della Procura generale, “il giornalista 'disarmato' è stato colpito da 'due colpi' di soldati russi”. Secondo l'Ong francese Reporters sans frontières, "era disarmato e indossava una giacca 'Presse' ed è stato ucciso come altri cinque giornalisti dall'inizio della guerra in Ucraina". Il 5 aprile 2022, il presidente ucraino Volodymyr Zelens'kyj assegna postumo alla madre di Maks Levin l'Ordine al coraggio ucraino di 3ª classe.
Il 22 giugno 2022, un rapporto investigativo di Reporters sans frontières indica che Makx Levin e il suo compagno e amico, il soldato Oleksij Černyšov, "sono stati probabilmente interrogati e torturati dalle forze russe il giorno della loro scomparsa, il 13 marzo 2022" , quindi "giustiziati a freddo".  La ONG ha presentato un rapporto alle autorità ucraine, oltre a prove materiali che considera "schiaccianti" contro l'esercito russo.
Un servizio funebre si è tenuto nella cattedrale di San Michele a Kiev. Il capo della Chiesa ortodossa dell'Ucraina, il metropolita Epifanij, ha detto che era "uno dei migliori fotografi dell'Ucraina moderna" e che "ha servito la verità".  I funerali si sono svolti nel nuovo cimitero di Bojarka.

## Vita privata
Era sposato e aveva quattro figli.